# トッテンヴィル駅
トッテンヴィル駅（トッテンヴィルえき、英: Tottenville）はスタテンアイランド鉄道の終着駅で、スタテンアイランドトッテンヴィル地区のメイン・ストリートとアーサー・キル・ロードの近くにある。また、ニューヨーク市、ひいてはニューヨーク州で最南端に位置する駅となっている。

## 歴史

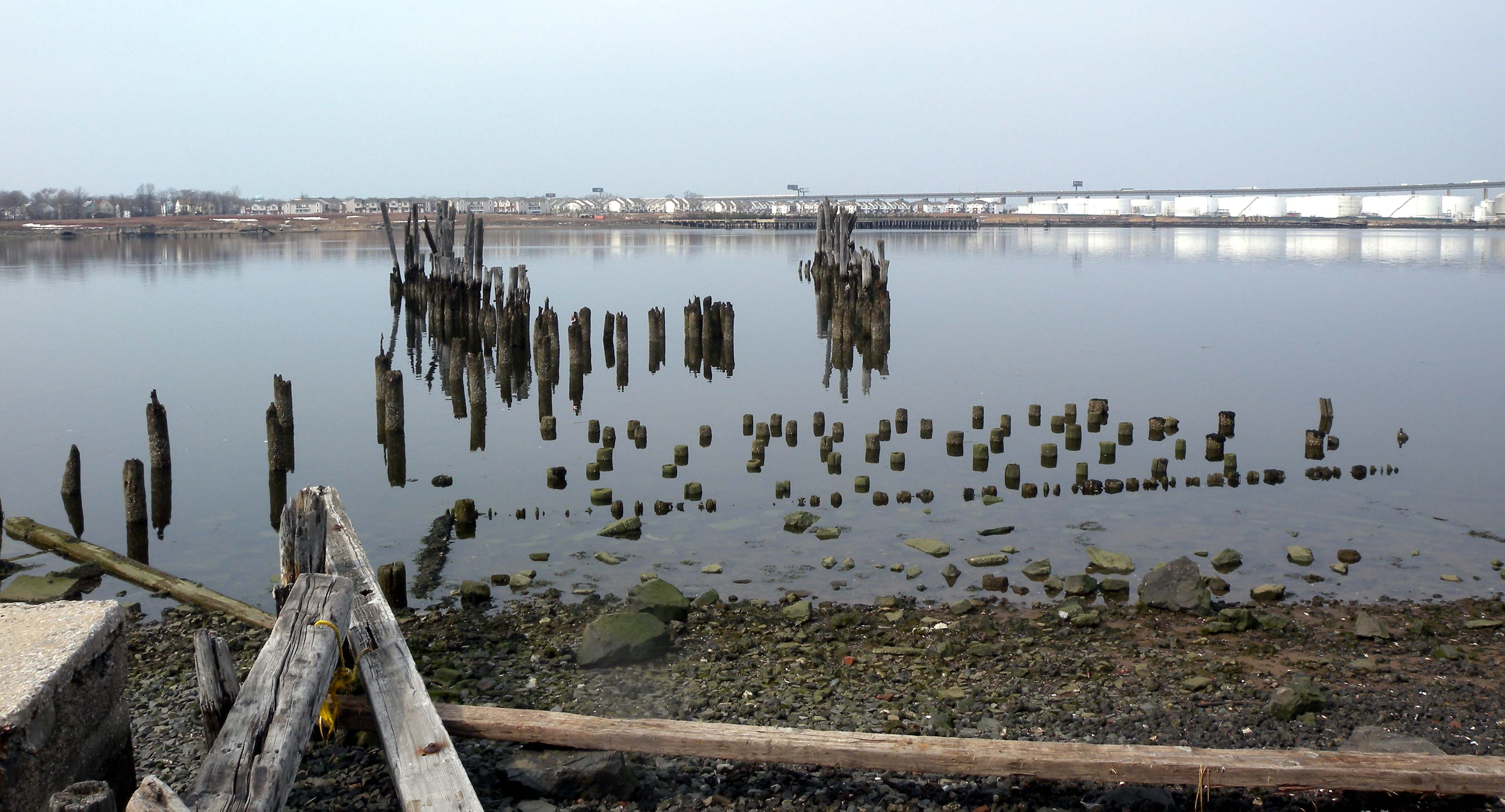
フェリー乗り場

1860年6月2日に開業した。1880年代までは複数の造船所が近くに存在した。また、開業時から1885年までは機関車の整備を付近の造船所で行っていた。また、1867年から1948年までは駅の付近からパースアンボイへのフェリーも発着していた。
その後、1929年9月3日には近隣火事の影響で駅は全焼、第三軌条などに大きな被害を与えた。再建には20万ドルも使用した。休止期間中は隣のアトランティック駅を発着していた。

### 事故
2008年12月26日の朝ラッシュ時に当駅の車止めに列車が衝突した。この運転士は家族でのクリスマス祝いのため深夜遅くまで起きており、そのために運転中眠っていたことで発生した。
2014年5月29日、2008年に発生した同じ箇所で回送列車による衝突事故が発生し、運転士と車掌は怪我を負った。

## 駅構造
| M          | 跨線橋                             | 北側出入口へ連絡                                                          |
| P ホーム階 | 北行                               | セント・ジョージ駅行き（アーサー・キル駅）→ （廃止：アトランティック駅）  |
| P ホーム階 | 島式ホーム、左右どちらかの扉が開く |                                                                           |
| P ホーム階 | 北行                               | セント・ジョージ駅行き （アーサー・キル駅）→ （廃止：アトランティック駅） |
| P ホーム階 | 留置線                             | 営業運転なし →                                                            |
| P ホーム階 | 留置線                             | 営業運転なし →                                                            |
| P ホーム階 | 留置線                             | 営業運転なし →                                                            |
| P ホーム階 | 地上                               | 南側出入口                                                                |

駅は島式ホーム1面2線の構造だが、東側に留置線を3線備える。5本の線路は南側の車止めで終わっている。

### 出入口
出入口は以下の2箇所である。
- 南側にはスロープがあり、ベントリー・ストリートに繋がる。このスロープはADAに準拠している。
- 北側にはアーサー・キル・ロードへ通じるが、跨線橋を渡らなければならない。出入口はメイン・ストリートとエリス・ストリートの間に存在する。